# Ahmed Farhan
Ahmed Farhan (en arabe : احمد فرحان), né le 3 août 2000 à Bassorah, est un footballeur international irakien. Il joue au poste d'ailier gauche à Al-Shorta SC.

## Biographie

### En club
Il joue à Al Mina'a Bassora de 2017 jusqu'en 2020, avant de rejoindre le rival de la ville, le Naft Al Bassora SC.

### En sélection
Il fait ses débuts avec l'Irak le 30 novembre 2021, lors de la Coupe arabe de la FIFA, contre Oman. Il joue également le deuxième match contre le Bahreïn, avant de rater le troisième match contre le Qatar à cause d'une blessure. Avec un bilan de deux nuls et une défaite, l'Irak est éliminée dès le premier tour de la compétition.